# Bolelut
Bolelut – staropolskie imię męskie, złożone z członów Bole- ("więcej, bardziej") i -lut ("srogi, okrutny, dziki", por. luty). Imię to mogło oznaczać "sroższy od innych".
Bolelut imieniny obchodzi 23 maja.